# Császár-víz
A Császár-víz (más névváltozatai: Császárvíz, Császár-patak) Csákvár határában eredő 27 490 méter hosszú patak. Vízgyűjtő területe 380,6 km²

## Tulajdonságai
A Vértes déli törmeléklejtőjének felszíni és forrásvizeit szállítja a Velencei-tóba. A Göböly-völgyben kis tavat formálva a Csíkvarsai-rétet átszelve a térség talajvízlevezető árkainak vizét összegyűjti,  majd a Burján-árok–Kis-Császár-víz rendszerrel egyesülve a Zámolyi-, majd a Pátkai-víztározókba torkollik, ahonnan a Rovákja-patakkal együtt a Csalai-dombok és  Kőrakásnál keskeny szurdokszerű antecendens völggyel töri át Velencei-hegység kristályos patakköpenyét és Kisfaludmajorral szemben folyik a Velencei-tóba. Évi átlagban harmincmillió köbméter vizet szállít a tóba.
A vízfolyás sokévi átlagos középvízhozama Kőrakásnál 0,67 m³/s értékű. Mértékadó vízhozama külterületen 15 m³/s. Vízminősége szennyezett, magas nitrát- és szervesanyag-terhelésű.
Víztározói:
- Pátkai-víztározó 7,85 millió m³, 312 ha-os
- Zámolyi-víztározó 4,5 millió m³, 272 ha-os

Mellékvize a Forrás-patak.